# Bandeira de Farias Brito
A bandeira de Farias Brito é um dos símbolos oficiais de Farias Brito, município do estado brasileiro do Ceará.

## Descrição

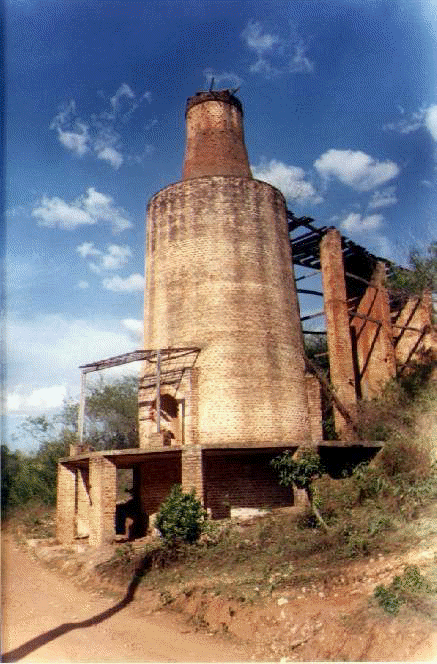
Forno de cal, elemento representado na bandeira

Seu desenho consiste em um retângulo de fundo verde sobreposto por um losango branco, em desenho similar à bandeira do Brasil. No centro do losango está o brasão municipal.

## Simbolismo
No brasão estão representados os principais atividades econômicas do município: um forno de produção de cal cercado por um ramo de algodão e um outro de fumo.